# Santana do Seridó
Santana do Seridó é um município brasileiro do estado do Rio Grande do Norte, localizado na região do Seridó. De acordo com estimativa do IBGE (Instituto Brasileiro de Geografia e Estatística) no ano 2024, sua população é de 2.787 habitantes. Área territorial de 188 km².